# 竹峰街道
竹峰街道，是中华人民共和国安徽省宣城市宁国市下辖的一个乡镇级行政单位。

## 行政区划
竹峰街道下辖以下地区：
竹峰村、瓦窑铺村和桥头铺村。